# Sandberg
Sandberg település Németországban, azon belül Bajorországban. Lakosainak száma 2381 fő (2023. december 31.).

## Népesség
A település népessége az elmúlt években az alábbi módon változott:
| Lakosok száma | 755  | 886  | 2683 | 2798 | 2561 | 2550 | 2462 | 2468 | 2387 | 2381 |
|               | 1875 | 1950 | 1975 | 1987 | 2012 | 2014 | 2016 | 2017 | 2021 | 2023 |